# Carl Franz (Mediziner)

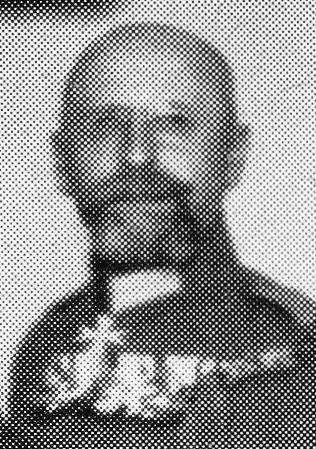
Carl Franz, 1924

Carl Franz (* 27. September 1870 in Königsberg; † 10. Oktober 1946 in Sömmerda) war ein deutscher Generaloberstabsarzt und Heeres-Sanitätsinspekteur im Reichswehrministerium.

## Leben
Franz studierte an der Albertus-Universität Königsberg Medizin und konnte dieses Studium 1894 mit einer Promotion abschließen. Im Anschluss daran trat er als Einjährig-Freiwilliger in das 1. Ostpreußische Feldartillerie-Regiment Nr. 16 in seiner Heimatstadt ein. Am 10. Mai 1894 erfolgte seine Übernahme in den aktiven Dienst als Sanitätsoffizier. Während seiner Kommandierung zu den Chirurgischen Universitätsklinik seiner Heimatstadt von 1896 bis 1899, arbeitete er dort u. a. mit Walther Kausch zusammen. Zwischen 1900 und 1904 war Franz an das Anatomische Institut derselben Einrichtung sowie im Anschluss daran nach Berlin an die Charité kommandiert. Von 1904 bis 1907 fungierte Franz als Beratender Chirurg bei der Schutztruppe für Deutsch-Südwestafrika. Nach seiner Rückkehr nach Deutschland ließ sich Franz wieder in Berlin nieder und arbeitete an seiner Habilitation. Vom 18. Oktober 1910 folgten Verwendungen als Arzt im 2. Garde-Regiment zu Fuß, im 3. Garde-Feldartillerie-Regiment sowie als Chirurg am Garnison-Lazarett Berlin I. Am 10. März 1914 ernannte man ihn zum „Professor für Kriegschirurgie“ und als solchen betraute man ihn im Rang eines Oberstabsarztes mit einem Lehrauftrag an der Kaiser-Wilhelm-Akademie. Als Oberstabsarzt nahm Franz am Ersten Weltkrieg teil; zunächst als Chefarzt einer Sanitätskompanie und später als beratender Chirurg der 7. Armee.
Wie Otto von Schjerning und Alwin von Coler führte er Schießversuche zur Erforschung der Geschosswirkung im menschlichen Körper durch, woraus er eine Erklärung der Krönleinschüsse formulierte.

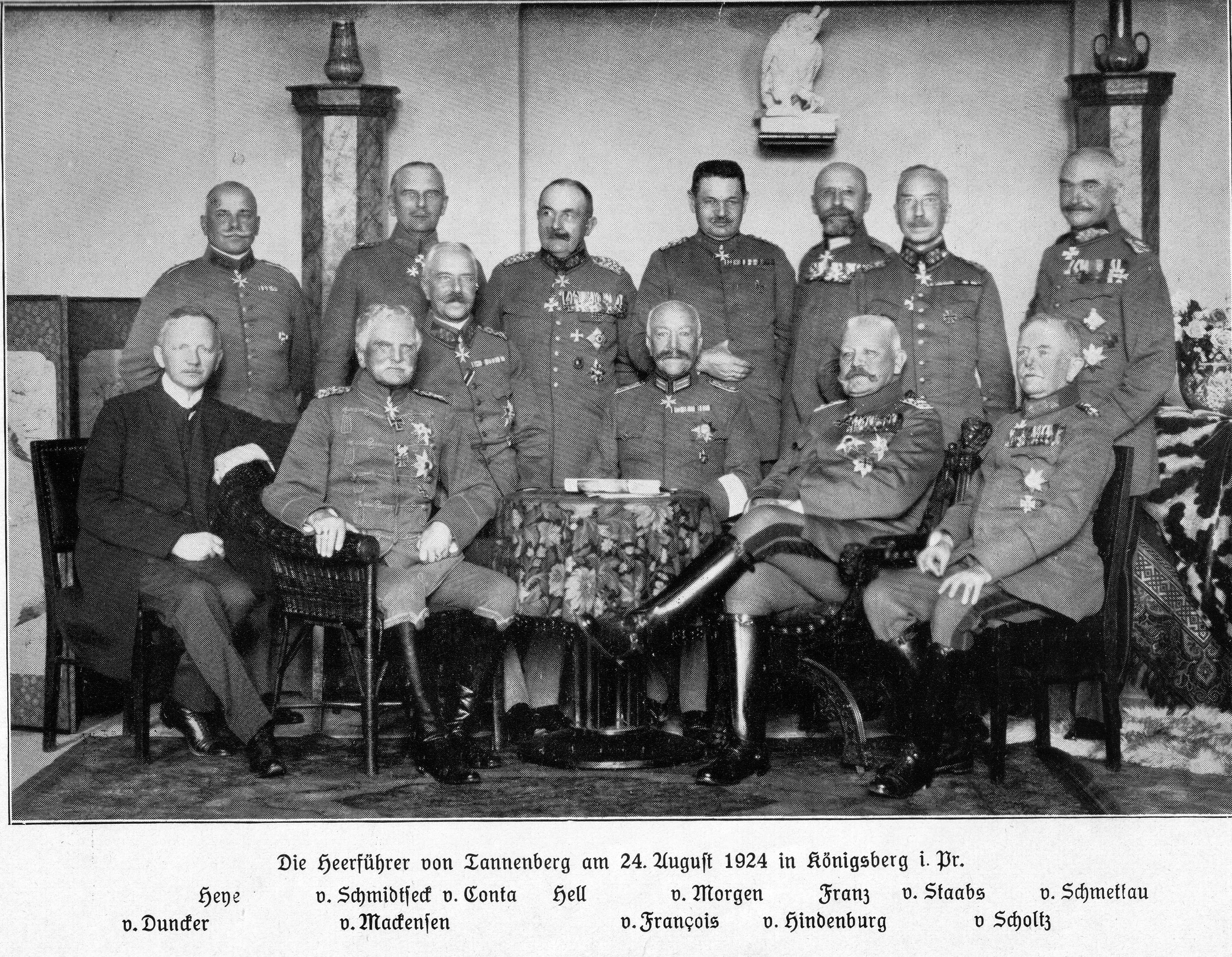
Carl Franz am 10. Jahrestag der Schlacht von Tannenberg (hinten, 3. von rechts)

Franz wurde in die Reichswehr übernommen und war dort nach seiner Beförderung zum Generalarzt vom 1. Oktober 1920 bis 31. März 1925 Divisionsarzt der 3. Division. Zeitgleich mit der Beförderung zum Generalstabsarzt folgte im Anschluss die Ernennung zum Gruppenarzt des Gruppenkommandos 1. Ab 1. November 1927 fungierte Franz als Heeres-Sanitätsinspekteur und wurde als solcher Generaloberstabsarzt. Man verabschiedete Franz am 31. Oktober 1932 aus dem aktiven Dienst und die Medizinische Fakultät der Universität Berlin verlieh ihm einen Tag später den Titel als Honorarprofessor für Kriegschirurgie. Ab 1. Juni 1938 wurde Franz zur Verfügung des Heeres gestellt und er hielt Vorlesungen an der Militärärztlichen Akademie. Seine z.V.-Stellung wurde am 30. Juni 1944 aufgehoben.

## Ehrungen

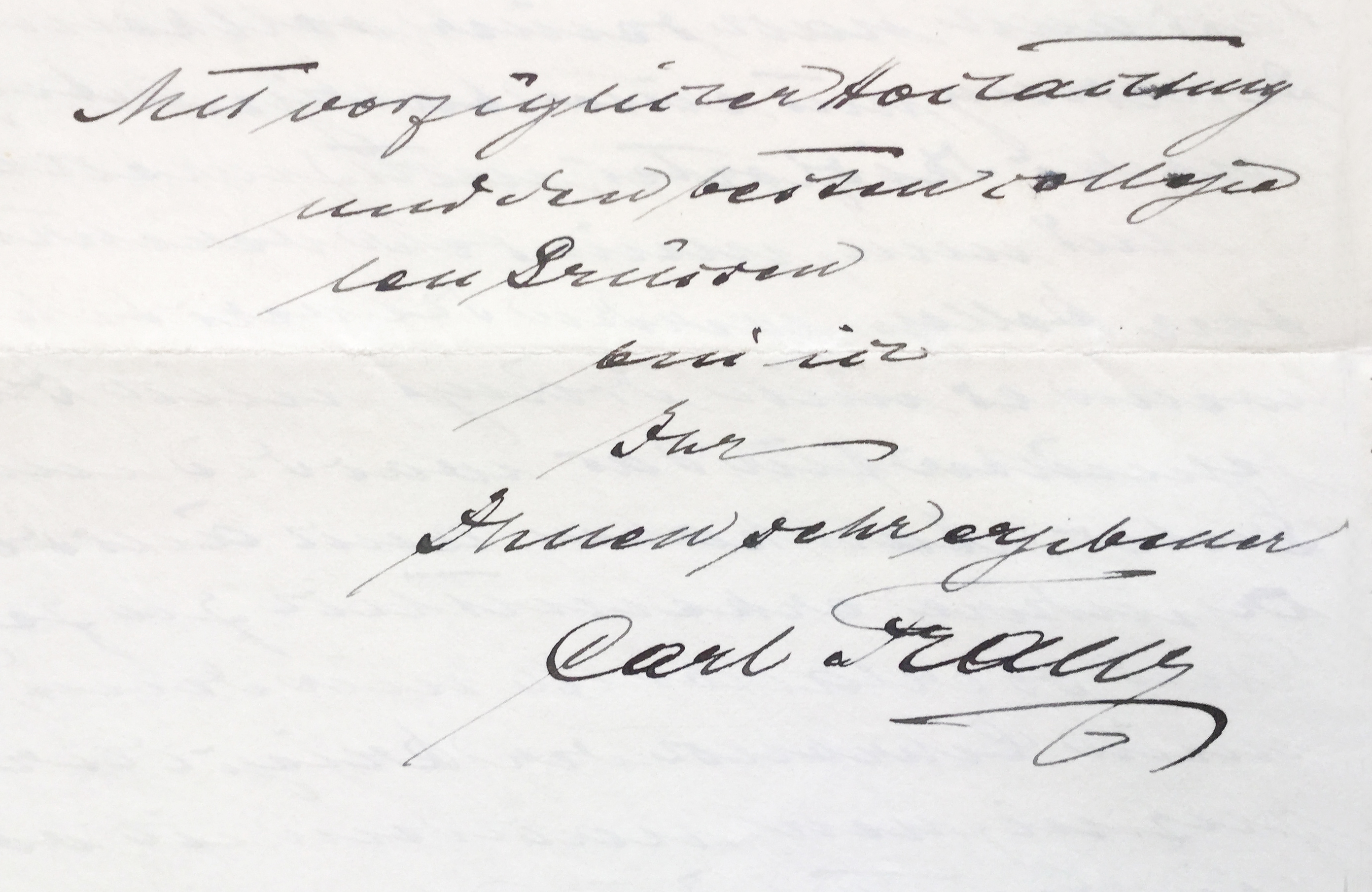
Unterschrift von Carl Franz

- Roter Adlerorden IV. Klasse mit Schwertern[2]
- Eisernes Kreuz (1914) II. und I. Klasse[2]
- Ritterkreuz des Friedrichs-Ordens mit Schwertern[2]
- Ritterkreuz des Franz-Joseph-Ordens mit Kriegsdekoration[2]
- Ehrenzeichen für Verdienste um das Rote Kreuz mit Kriegsdekoration[2]

## Veröffentlichungen (Auswahl)
- Lehrbuch der Kriegschirurgie. 4., verbesserte Auflage. Springer, Berlin 1944.
- als Hrsg. mit Günter von Saar: Ärztliche Behelfstechnik. Springer, Berlin 1923.